# أفاتار 4
أفاتار 4 (بالإنجليزية: Avatar 4) هو فيلم خيال علمي ملحمي أمريكي قادم من إخراج جيمس كاميرون وبطولة سام ورذينجتن، زوي سالدانا، ستيفن لانغ، سيغورني ويفر، مات جيرالد، ديفيد ثيوليس وأونا تشابلن، من المقرر صدوره في 18 ديسمبر 2026.

## روابط خارجية
- أفاتار 4 على موقع IMDb (الإنجليزية)
- أفاتار 4 على موقع ميتاكريتيك (الإنجليزية)
- أفاتار 4 على موقع روتن توميتوز (الإنجليزية)
- أفاتار 4 على موقع ألو سيني (الفرنسية)
- أفاتار 4 على موقع أول موفي (الإنجليزية)
- أفاتار 4 على موقع بوكس أوفيس موجو (الإنجليزية)
- أفاتار 4 على موقع فيلمافينيتي (الإسبانية)
- أفاتار 4 على موقع قاعدة بيانات الفيلم (الإنجليزية)
- أفاتار 4 على موقع ليتربوكسد (الإنجليزية)
- أفاتار 4 على موقع كينوبويسك (الروسية)